# Château de Rye
Pour les articles homonymes, voir Rye.
Le château de Rye, également connu sous le nom de tour d'Ypres, est construit aux XIIIe ou XIVe siècles  et est situé à Rye, dans l'East Sussex, en Angleterre. Il s'agit d'un bâtiment classé Grade I et classé monument ancien.

## Histoire
La date exacte de la construction n'est pas claire bien que la possibilité de créer un château à Rye ait été mentionnée dans des documents de 1226 et 1249. En 1329, des murs sont construits et des travaux sont réalisés au XIVe siècle avant et après les attaques des Français. Rye est l'un des Cinq-Ports et est impliqué à la fois dans la défense et dans le commerce. Elle s'appelle à l'origine "Baddings Tower",.
Durant le programme de construction de forts du roi Henri VIII, une batterie d'artillerie, connue sous le nom de Gun Garden, est construite à côté du château surplombant le port. Elle est réarmée lors de l'Armada espagnole de 1588 et de nouveau lors des guerres du XVIIIe siècle avec la France. En 1830, elle est encore en service actif avec 18 canons.
Le château a peut-être servi de prison et devient en 1430 la propriété de Jean de Iprys ; ce qui lui vaut le nom de Tour d'Ypres. Au XVIe siècle, il sert de prison et de palais de justice, un geôlier à plein temps étant nommé en 1796. Une cour d'exercice est ajoutée puis une prison pour femmes en 1837. La fonction pénitentiaire se poursuit jusqu'en 1891. Il devient alors la morgue de la ville.
La tour est endommagée lors des raids aériens de la Seconde Guerre mondiale, mais est réparée et restaurée depuis.

## Architecture

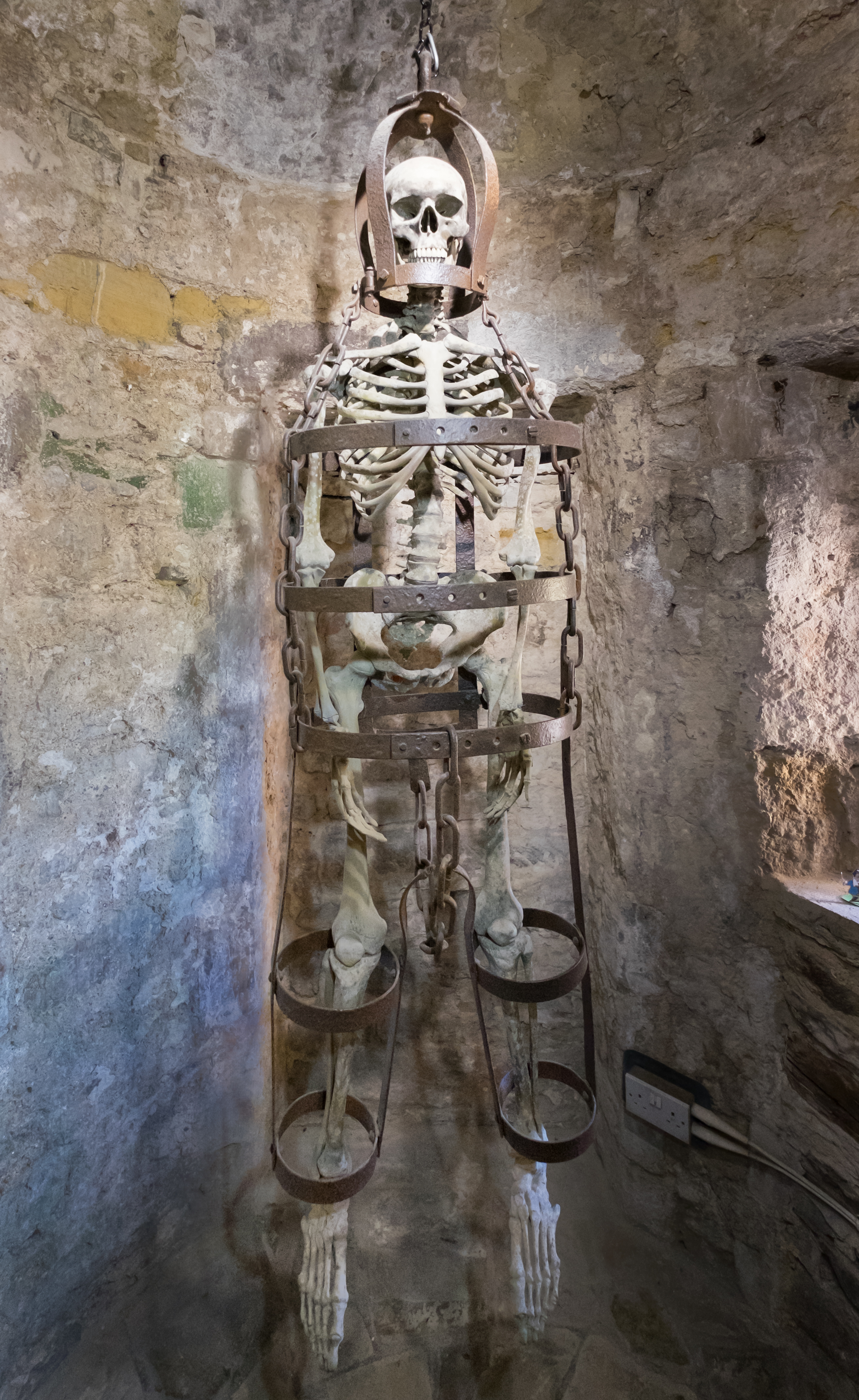
Gibet avec squelette dans la cellule de la tour

Le château de trois étages est en grès teinté au fer. Il a un plan carré avec des tours rondes à chaque coin. La porte du côté nord est protégée par une herse.
La tour d'Ypres est l'un des deux sites du musée du château de Rye et est un bâtiment classé de catégorie I. Des poteries médiévales fabriquées localement, une broderie illustrant de nombreux aspects de la vie et de l'histoire de Rye, des artefacts médiévaux, des activités et des plans de la ville sont exposés.